# Risques naturels en France
Pour un article plus général, voir Risque naturel.
Dans un espace relativement restreint et très bien documenté, le territoire français métropolitain réunit la plupart des types de formes géomorphologiques et de comportements géodynamiques ; si l'on ajoute l'outre-mer, ils y sont à peu près tous. Les événements naturels dangereux y sont fréquents, mais hormis certains cyclones, ils n'y sont jamais aussi violents que ceux de même nature qui affectent le reste du monde et même les proches voisins du pays.
Pourtant, l'éruption volcanique la plus meurtrière du XXe siècle, celle de la montagne Pelée de la Martinique en 1902, est bien française ; sa nuée ardente paroxystique du 8 mai 1902 reste célèbre pour avoir entièrement détruit Saint-Pierre, le « Paris des Isles », et pour avoir elle-même exterminé directement en quelques minutes tous ses habitants, environ 30 000 personnes. La destruction de la ville et de ses alentours était inévitable, mais pas la mort de ses habitants qui ont été les victimes effectives non de la nuée, mais d’un comportement politico-administratif aberrant, assurer le second tour d'une élection législative le 11 mai en empêchant leur départ. Elle occupe ainsi une place capitale dans l'étude du risque volcanique, et même du risque « naturel », celle du contre-exemple, de ce qu'il faut éviter de faire à tout prix devant un danger « naturel » imminent, ne pas faire évacuer la zone menacée quand cela est faisable et qu'il en est encore temps.
Heureusement, un tel comportement n'est plus possible ; néanmoins, une éruption magmatique de la Soufrière à Basse-Terre, une inondation générale des vallées de la Seine et de ses affluents en l'Île-de-France, une rupture des digues du Val de Loire, un séisme sur la Côte d'Azur seraient catastrophiques, mais seul ce dernier serait imprévisible ; malheureusement, bien que prévus mais mal prévenus, la plupart des cyclones outre-mer, des violentes tempêtes et des crues en métropole demeurent catastrophiques.
Certaines zones de pratiquement toutes les communes françaises sont plus ou moins exposées aux effets plus ou moins dommageables d'événements naturels dangereux, pour l’essentiel violentes tempêtes, crues et inondations, mouvements de terrains, séismes en métropole, auxquels s'ajoutent cyclones et volcans outre-mer… Ceux dont l'intensité anormale entraînent d'importants dommages matériels directs « non assurables » sont décrétés « catastrophes naturelles » (Article L 125-1 du Code des assurances).
Les aléas atmosphériques… – les crues et les inondations… - les mouvements de terrain… - les séismes… - les volcans… - les tsunamis… - les chutes de météorites… – l’activité humaine…
L’état de « catastrophe naturelle».

## Prévention
En France, un plan de prévention des risques naturels (PPRN), est un document d'État qui réglemente l'utilisation des sols en fonction des risques naturels présents à l'échelle communale. Le PPRN définit des zones à risques, il informe la population, il met en œuvre des mesures de protection et sert à prévenir les citoyens en cas de risque majeur.

## Information
L’information pour les biens immobiliers relative aux sinistres comme les catastrophes naturelles est obligatoire dans les communes à risques.
L’objectif de l’information préventive est de rendre le citoyen conscient des risques majeurs auxquels il pourrait éventuellement être exposé.
Le but est d'informer ces personnes sur les phénomènes passés ou prévisibles, leurs conséquences et les mesures pour s’en protéger et en réduire les dommages.
La loi du 30 juillet 2003, relative à la prévention des risques naturels a créé, dans son article 77, une obligation d'information de l'acheteur ou du locataire d'un bien immobilier situé en zone à risques. Lors d'un achat ou d'une vente d'un bien immobilier, l'état des risques doit être effectué.
La Direction de la prévention de la pollution et des risques (DPPR) faisant partie du Ministère de l’Écologie et du Développement durable et ayant la fonction de prévenir et de limiter les risques d'origine humaine ou naturelle, définit les conditions d'information de la population sur les risques majeurs.

## Sanctions
Des sanctions pénales peuvent être mises en place. L'article L.562-5 (art. 40-5, loi du 22 juillet 1987) du Code de l'Environnement énonce : « le fait de construire ou d’aménager un terrain dans une zone interdite par un plan de prévention des risques ou de ne pas respecter les conditions de réalisation, d’utilisation ou d’exploitation prescrites par ce plan est puni des peines prévues à l’article L. 480-4 du Code de l’urbanisme. » Il faut que les infractions aient été constatées par les fonctionnaires commissionnés à cet effet, qui remettent leurs observations au tribunal.
Des sanctions assurantielles peuvent être appliquées. Selon l'article L.125-6 du code des assurances, après une catastrophe naturelle, un assureur n'indemnise pas son assuré si les dommages concernent :
- des biens et activités situés sur des terrains dits « inconstructibles » par le plan de prévention des risques naturels (PPRN), sauf si les biens étaient déjà construits avant la publication du PPRN.
- des biens construits et des activités exercées qui violent les règles administratives en vigueur lors de leur construction et cherchant à prévenir des dommages par une catastrophe naturelle[8].

## Secours
En cas d'accidents et de catastrophes, l’État prévoit plusieurs plans d'urgence afin de faciliter les actions permettant de secourir les victimes et de favoriser le bon déroulement des procédures. Ces plans d'urgence prévoient plus particulièrement la mise en œuvre de l'évacuation et le déploiement d'un personnel d'urgence. Il existe différents plans d'urgence :
- le plan rouge consiste à secourir le plus grand nombre possible de victimes dans un même lieu et organiser les premiers soins.
- le plan blanc sert à préparer les hôpitaux à une arrivée massive de blessés, de malades.
- le plan ORSEC prévoit l’arrivée des secours au niveau départemental afin qu'ils soient plus rapides et plus compétents.

Il existe aussi des plans thématiques comme le plan canicule, le plan grand froid, le plan vigipirate.
Lorsque les dommages sont faibles, c'est le maire qui est chargé d'organiser les secours. Il peut pour cela organiser un plan communal de sauvegarde. Il s'agit de protéger la population, de diffuser l'alerte, de mettre en place des consignes de sécurité, et de soutenir les victimes le plus rapidement possible.

## Indemnisation
Les assureurs jouent un rôle dans la prévention des catastrophes naturelles. En 2000, ils créent une association pour sensibiliser la population aux catastrophes naturelles.
En outre, si l'assuré est couvert contre les pertes d'exploitation, cette garantie est étendue aux effets des catastrophes naturelles, dans les conditions prévues au contrat correspondant.
On peut être assuré « contre les pertes d'exploitation » et contre les « effets des catastrophes naturelles » qui sont, aux yeux de la loi, article L.125-1, « les dommages matériels directs non assurables ayant eu pour cause déterminante l'intensité anormale d'un agent naturel, lorsque les mesures habituelles à prendre pour prévenir ces dommages n'ont pu empêcher leur survenance ou n'ont pu être prises ». La personne peut avoir recours au Bureau Centrale de Tarification (ou BCT) si elle se heurte à plusieurs refus d'assureurs. L'indemnisation se fait comme les lois l'appliquent, elle ne se fera que si l'assuré est effectivement garanti contre ce type de sinistre et que l'état de catastrophe naturelle est constaté par un l’État. Si tel a été le cas, la victime possède 10 jours après la parution d'un arrêté qui constate l'état de catastrophe naturelle pour faire la déclaration. La personne pourra être couverte concernant tous types de dommages inhabituels (les séismes, écoulements de boue...), en plus de ses frais couverts elle recevra surtout des biens meubles et immeubles.
L'assurance doit, dans un délai de trois mois, verser l'indemnisation à partir, ou de la déclaration des pertes ou de la publication de l'arrêté. En effet, pour que l'assurance prenne en charge les frais du sinistre, il faut que la victime soit garanti contre ce type de sinistre et que « l'état de catastrophe naturelle » soit décrété par l'arrêté mentionné ci-dessus. Si c'est le cas, on possède alors de 10 jours après la parution officielle de l'arrêté de catastrophe naturelle pour en faire la déclaration à son assurance. Certains biens ne pourront pas être indemnisés comme les cultures, les bateaux ou les biens exclus (tombes...) ou non assurés. De plus, certains frais ne sont pas garantis pour les particuliers, comme les frais de déplacement de relogement y compris en cas d’impossibilité d’accès à une habitation. D'autres frais ne sont pas assurés pour les entreprises et aux agriculteurs, par exemple les dommages causés aux aliments périssables non conservés. Les garanties de l'assurance sont définies par le « contrat socle ».